# Diócesis de Zaria
La diócesis de Zaria (en latín: Dioecesis Zariensis y en inglés: Roman Catholic Diocese of Zaria) es una circunscripción eclesiástica de la Iglesia católica en Nigeria. Se trata de una diócesis latina, sufragánea de la arquidiócesis de Kaduna. Desde el 21 de septiembre de 2023 su obispo electo es Habila Tyiakwonaboi Daboh.

## Territorio y organización
La diócesis tiene 18 000 km² y extiende su jurisdicción sobre los fieles católicos de rito latino residentes en 10 áreas de gobierno local del estado de Kaduna: Zaria, Sabon-Gari, Soba, Ikara, Makarfi, Kubau, Kudan, Giwa, Birnin-Gwari e Igabi.
La sede de la diócesis se encuentra en la ciudad de Zaria, en donde se halla la Catedral de Cristo Rey.
En 2020 en la diócesis existían 29 parroquias.

## Historia
La diócesis fue erigida el 5 de diciembre de 2000 con la bula Totius dominici del papa Juan Pablo II, obteniendo el territorio de la arquidiócesis de Kaduna.
En el marco de los enfrentamientos entre cristianos y musulmanes que están ensangrentando Nigeria, el 17 de junio de 2012 un atentado golpeó la iglesia de Cristo Rey en Zaria, provocando la muerte de 13 personas. El ataque fue reivindicado posteriormente por el grupo terrorista Boko Haram.

## Estadísticas
Según el Anuario Pontificio la diócesis tenía a fines de 2021 un total de 49 627 fieles bautizados.
| Año                                                                             | Población            | Población | Población      | Sacerdotes | Sacerdotes    | Sacerdotes    | Bautizados por sacerdote | Diáconos permanentes | Religiosos | Religiosos | Parroquias |
| Año                                                                             | Bautizados católicos | Total     | % de católicos | Total      | Clero secular | Clero regular | Bautizados por sacerdote | Diáconos permanentes | Varones    | Mujeres    | Parroquias |
| ------------------------------------------------------------------------------- | -------------------- | --------- | -------------- | ---------- | ------------- | ------------- | ------------------------ | -------------------- | ---------- | ---------- | ---------- |
| 2000                                                                            | 64 941               | 1 750 000 | 3.7            | 19         | 19            |               | 3417                     | 1                    |            |            | 10         |
| 2001                                                                            | 68 195               | 1 750 000 | 3.9            | 21         | 20            | 1             | 3247                     |                      | 1          |            | 13         |
| 2002                                                                            | 68 195               | 1 785 000 | 3.8            | 23         | 22            | 1             | 2965                     |                      | 1          |            | 14         |
| 2003                                                                            | 68 877               | 1 803 850 | 3.8            | 23         | 22            | 1             | 2994                     |                      | 1          |            | 14         |
| 2004                                                                            | 68 950               | 1 839 927 | 3.7            | 22         | 22            |               | 3134                     |                      |            |            | 14         |
| 2010                                                                            | 71 336               | 2 220 000 | 3.2            | 26         | 25            | 1             | 2743                     |                      | 1          | 5          | 19         |
| 2014                                                                            | 59 800               | 2 708 500 | 2.2            | 52         | 51            | 1             | 1150                     |                      | 1          | 2          | 20         |
| 2017                                                                            | 49 177               | 2 500 000 | 2.0            | 45         | 43            | 2             | 1092                     |                      | 2          | 2          | 29         |
| 2020                                                                            | 49 627               | 2 499 450 | 2.0            | 41         | 39            | 2             | 1210                     |                      | 2          | 2          | 29         |
| Fuente: Catholic-Hierarchy, que a su vez toma los datos del Anuario Pontificio. |                      |           |                |            |               |               |                          |                      |            |            |            |

## Episcopologio
- George Dodo † (5 de diciembre de 2000-8 de julio de 2022 falleció)
- Habila Tyiakwonaboi Daboh, desde el 21 de septiembre de 2023